# Paratomapoderus nigripes
Paratomapoderus nigripes es una especie de coleóptero de la familia Attelabidae.

## Distribución geográfica
Habita en Gabón, Malaui, Mozambique, Tanzania, República Democrática del Congo y Zambia.